# Morelia spilota
Morelia spilota es una serpiente de gran tamaño de la familia Pythonidae que vive en Australia, Indonesia y Papúa Nueva Guinea. Existen 6 subspecies registradas por la ITIS, conocidas comúnmente como pitón de alfombra o pitón diamantina.

## Descripción

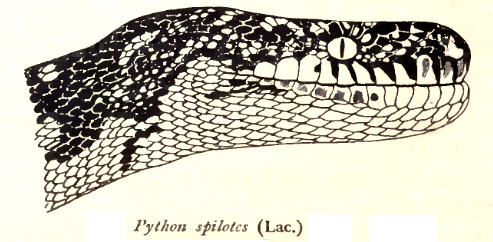
M. s. spilota

Morelia spilota es una especie grande de pitón del género Morelia que puede medir entre 2 y 4 metros de largo y pesar hasta 15 kg. M. s. mcdowelli es la subespecie más grande, la cual alcanza tamaños de entre 2,7 y 3 metros en forma regular.
. M. s. variegata es la subespecie más pequeña, promediando un largo de entre 120 y 180 cm. El adulto promedio cuenta con una extensión de unos 2 metros. Sin embargo, un espécimen macho de 3 años de edad de M. s. mcdowelli en cautividad medido en Irlanda sobrepasó los 396 cm. Los machos son generalmente más pequeños que las hembras; en algunas regiones las hembras puede pesar hasta cuatro veces más que los machos. Su cabeza es triangular con una fila de hendiduras termoreceptivas relativamente ocultas en sus hendiduras labiales.
El color de la Morelia spilota spilota varía considerablemente, de verde oliva a negro con marcas blancas o cremas y doradas. Las texturas pueden tomar una forma similar al diamante o tener marcas complejas de bandas claras o oscuras en un fondo gris o una versión de marrón.

## Reproducción
La especie es ovípara; las hembras ponen entre 10 y 50 huevos por puesta. Luego de hacerlo, las hembras se envuelve alrededor de los huevos para protegerlos y mantenerlos calientes utilizando contracciones musculares para generar calor. Este tipo de cuidado materno, el cual es común entre las pitones, termina una vez que los crías emergen.

## Comportamiento
Descritas como semi-arbóreas, son por lo general nocturnas, trepan árboles y arbustos al igual que cruzan áreas abiertas como zonas rocosas, suelos de bosques e incluso caminos. Sin embargo, el asoleamiento es común entre estas serpientes.

## Dieta
Su dieta consiste principalmente en pequeños mamíferos, murciélagos, walabíes pequeños, aves y lagartijas. Morelia spilota mata a su presa por sofocación. Por lo general es el depredador más grande en su nicho ecológico.

## Distribución geográfica
La especie vive a lo largo del continente australiano, con la excepción del centro árido y las regiones occidentales. Está bien distribuida por las regiones boscosas del suroeste de Australia. También puede ser encontrada en Indonesia (al sur de Nueva Guinea Occidental), Papúa Nueva Guinea (al sur de la provincia Occidental, la región de Port Moresby de la Provincia Central), y en la isla Yule. Su tipo nomenclatural de ubicación es  "Nouvelle-Hollande" [Australia].

## Hábitat

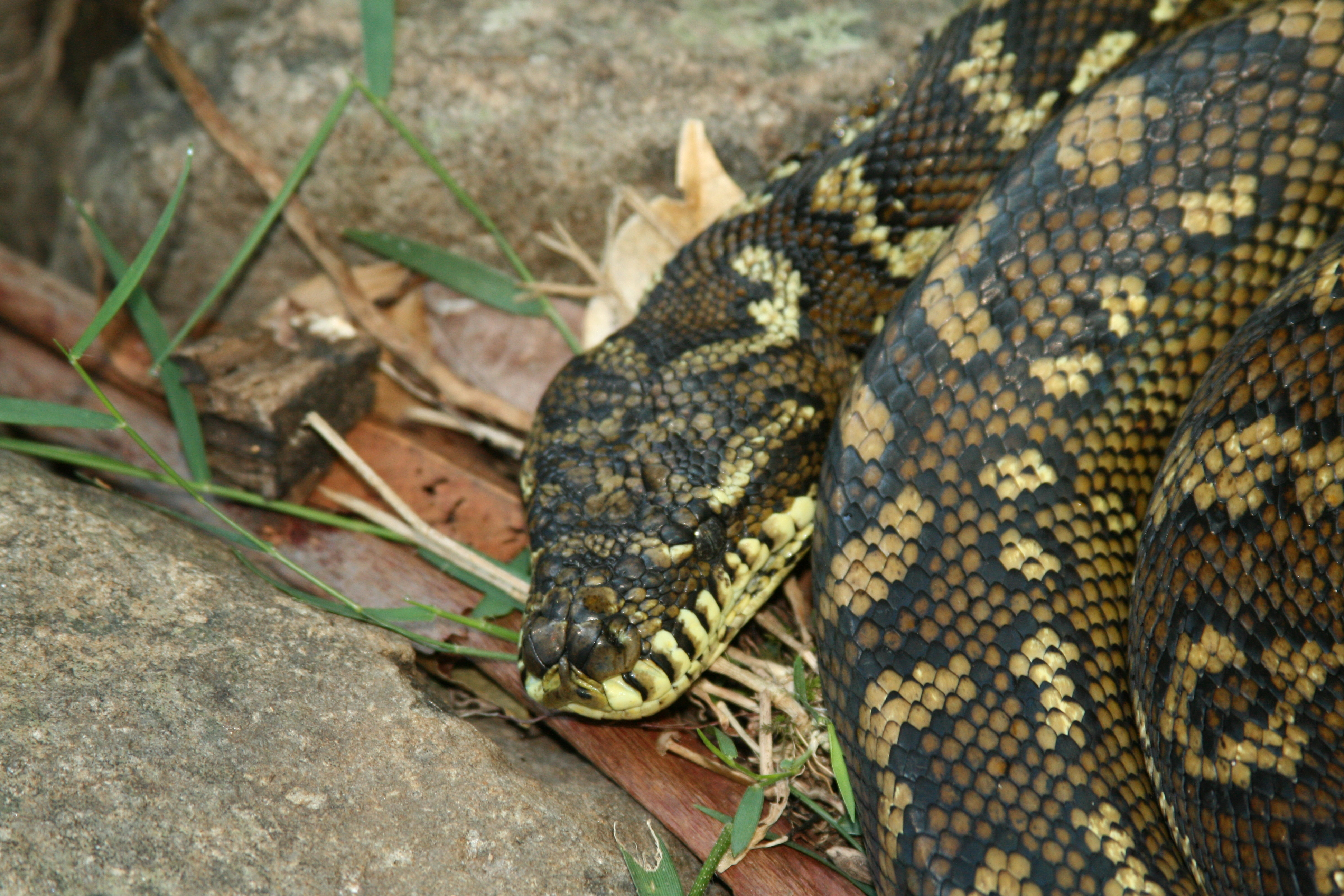
Morelia spilota mcdowelli en el parque nacional Lamington, Queensland, Australia.

Vive en una amplia variedad de hábitats, desde los bosques tropicales del noreste de Queensland (Morelia spilota cheynei), pasando por el río Red Gum y los bosques de los ríos Murray y Darling (Morelia spilota metcalfei), hasta las áridas islas sin árboles del Archipiélago de Nuyts cerca de la costa oeste de Australia Meridional (Morelia spilota imbricata). En ocasiones es encontrada cerca de asentamientos humanos en donde cumple un útil rol al comer ratas y otras pestes. M. s. spilota se puede encontrar incluso en regiones en donde cae nieve. Morelia spilota son serpientes arbóreas; sin embargo, no dependen del todo de los árboles y son capaces de moverse en otros medios. Las pitones de alfombra también viven en praderas templadas con clima cálido y seco.

## Conservación
La subespecie nominal, Morelia spilota spilota, está listada como en peligro de extinción en Victoria. La subespecie M. spilota imbricata es considerada como amenazada en Australia Occidental debido a la pérdida de su hábitat.

## Cautividad

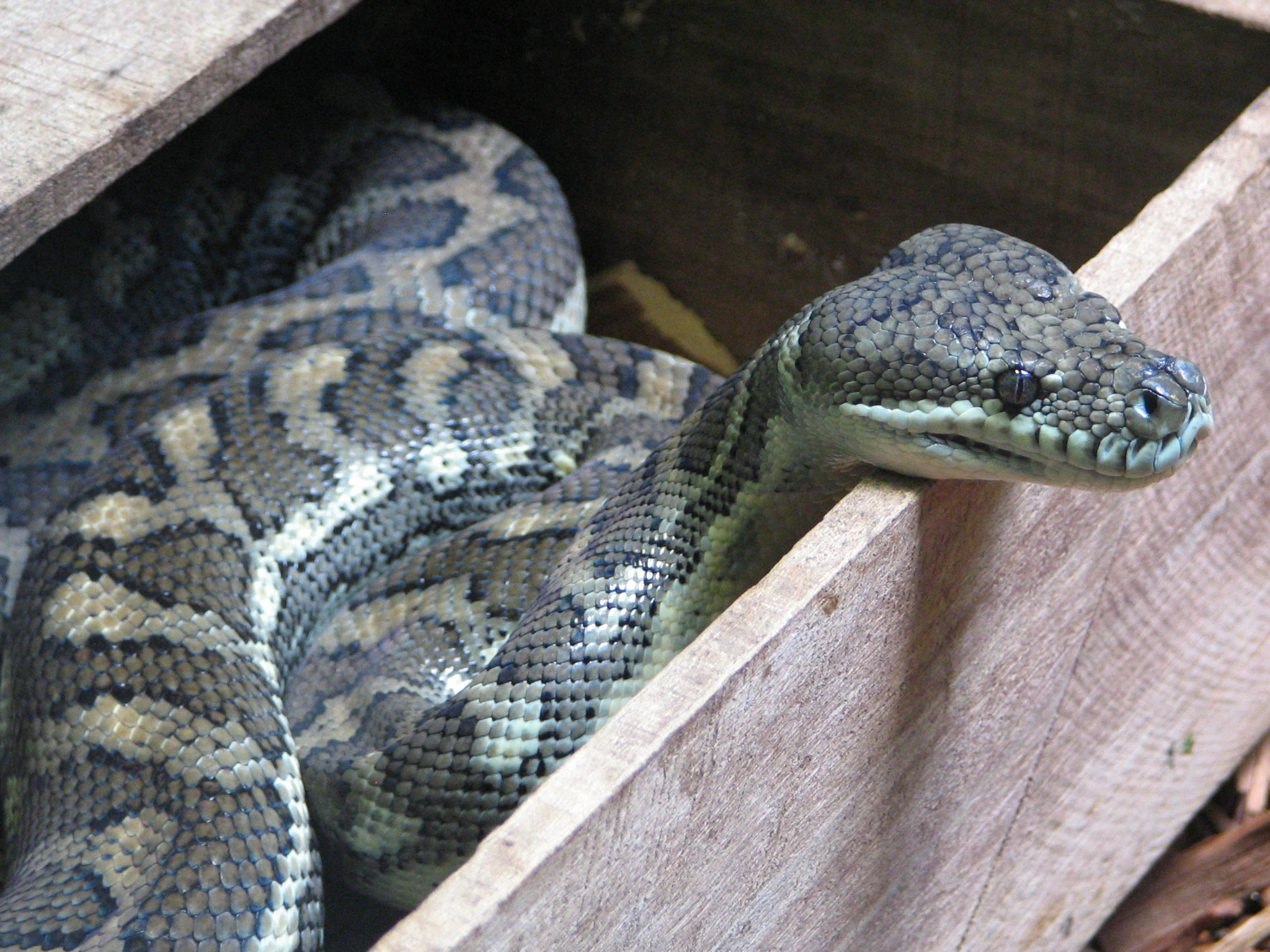
Morelia spilota variegata

La especie es popular entre criadores de serpientes como mascotas. Algunas pueden ser más irritables que otras, como la M. s. mcdowelli y la M. s. variegata. Las variedades que tienden a ser incluso más temperamentales incluyen a M. s. spilota y M. s. metcalfei. Sin embargo, esta no es una regla estricta. Aunque pueden crecer hasta un tamaño razonable (2-3,5 m) y pueden ser algo frías cuando son jóvenes, la mayoría crece hasta convertirse en adultos dóciles. Sin embargo, se deben tomar precauciones al alimentarlas, ya que estas serpientes tiene una fuerte "respuesta alimenticia", un comportamiento que puede ser confundido con agresión. Los especímenes en cautividad son alimentados normalmente con ratas vivas o congeladas. Pueden llegar a vivir entre 15 y 20 años.
Los requerimientos para su cuidado pueden ser generalizados para todas las subespecies. La subespecie Morelia spilota spilota, la pitón diamantina de clima frío, tiene algunos requerimientos y hábitos diferentes.

## Subespecies
La distribución geográfica y nombres comunes se pueden resumir de la siguiente manera:
| Subespecie                | Autor del taxón          | Nombre común                           | Distribución geográfica                                                                                   |
| ------------------------- | ------------------------ | -------------------------------------- | --- |
| Morelia spilota cheynei   | Wells & Wellington, 1984 | Pitón de alfombra de jungla            | Australia, noreste de Queensland.                                                                         |
| Morelia spilota imbricata | (L.A. Smith, 1981)       | Pitón de alfombra del sur              | A lo largo del suroeste de Australia hasta la península de Eyre en Australia Meridional.                  |
| Morelia spilota mcdowelli | Wells & Wellington, 1984 | Pitón de alfombra de la costa          | Australia, este de Queensland y noreste de Nueva Gales del Sur.                                           |
| Morelia spilota metcalfei | Wells & Wellington, 1984 | Pitón de alfombra del interior         | Australia, Cuenca del Murray-Darling de Queensland, Nueva Gales del Sur, Victoria y Australia Meridional. |
| Morelia spilota spilota   | (Lacépède, 1804)         | Pitón diamantina                       | Australia, este de Nueva Gales del sur y el extremo oriental de Victoria.                                 |
| Morelia spilota variegata | J.E.Gray, 1842           | Pitón de alfombra de Darwin            | Australia, noroeste de Australia Occidental y la porción norte del Territorio del Norte.                  |
| Morelia spilota harrisoni | Hoser, 2000              | Irian Jaya o Pitón de alfombra papuana | Nueva Guinea (Nueva Guinea Occidental y Papúa Nueva Guinea).                                              |

## Nombre y taxonomía
La primera descripción de Morelia spilota fue realizada por Lacépède (1804), quien la ubicó en el género Coluber como Coluber spilotus. Desde ese entonces la especie ha sido descrita por varios autores, conteniendo un número de subespecies e híbridos, los cuales también han sido conocidos por varios nombres informales El intento por ordenar la taxa en esta, y otras Pythonidae de Australasia ha producido muchos sinónimos. Los hábitos discretos y de deambulación de esta especie han producido un bajo número de especímenes estudiados, arrojando cantidades de muestra inadecuadas para respaldar las descripciones de la morfología de un taxón. este es el caso con los nombres propuestos que son citados en algunas ocasiones, como el Morelia spilota harrisoni papuano (Hoser), pese a que sea inválido o no aceptado. Los nombres comunes son las variaciones regionales de Pitones o Serpientes alfombra o diamantinas. La base de datos de la ITIS incluye a seis subespecies con nombres válidos, los cuales se pueden resumir de la siguiente manera:
- Morelia Gray, 1842 (Pythonidae)
  - Morelia amethistina (Schneider, 1801)
  - Morelia boeleni (Brongersma, 1953)
  - Morelia bredli (Gow, 1981)
  - Morelia carinata (L.A. Smith, 1981)
  - Morelia oenpelliensis (Gow, 1977)
  - Morelia spilota (Lacépède, 1804) 	
    - Morelia spilota cheynei
    - Morelia spilota imbricata
    - Morelia spilota mcdowelli
    - Morelia spilota metcalfei
    - Morelia spilota spilota
    - Morelia spilota variegata

  - Morelia viridis (Schlegel, 1872)

Las primeras descripciones de esta especie fueron asignadas a otro género, Coluber o Python, y Morelia argus es un sinónimo para esta especie. La siguiente es una lista incompleta de sinónimos:
- [Coluber] Arges - Linnaeus, 1758
- [Coluber] Argus - Linnaeus, 1766
- Coluber spilotus - Lacépède, 1804
- [Python] punctatus - Merrem, 1820
- [Coluber (Natrix)] Argus - Merrem, 1820
- [Vipera (Echidna)] Spilotes - Merrem, 1820
- Python Peronii - Wagler, 1828
- Python spilotes - Gray In G. Grey, 1841
- Morelia punctata - Gray, 1842
- Morelia argus - A.M.C. Duméril & Bibron, 1844
- Morelia spilotes - Gray, 1849
- M[orelia]. argus var. fasciolata - Jan In Jan & Sordelli, 1864
- Python spilotes - Boulenger, 1893
- [Python spilotes spilotes] - Werner, 1909
- Python spilotes macrospila - Werner, 1909
- Morelia argus - Loveridge, 1934
- Morelia argus - Stull, 1935
- Morelia spilotes spilotes - Worrell, 1961
- Morelia argus argus - Stimson, 1969
- Python spilotes - McDowell, 1975
- [Python spilotus spilotus] - L.A. Smith, 1981
- Morelia spilota - Cogger, Cameron & Cogger, 1983
- Morelia spilota - Underwood & Stimson, 1990
- Morelia spilota spilota - Barker & Barker, 1994

## Mayor información
- Lacépède, B.G. 1804. Mémoire sur plusieurs animaux de la Nouvelle-Hollande dont la description n'a pas encore été publiée. Annales du Muséum National d'Histoire Naturelle, París 4: 184-211. (Coluber spilotus, p. 209.)
- Mattison, C. 1999. Snake. DK Publishing. ISBN 0-7894-4660-X.